# Смерека (пам'ятка природи, Камінь-Каширський район)
Смерека — ботанічна пам'ятка природи місцевого значення. Об'єкт розташований на території Камінь-Каширського району Волинської області, с. Добре, у лісовому фонді ДП СЛАП «Камінь-Каширськагроліс», Бузаківське лісництво, кв. 4 (входить до складу ландшафтного заказника «Сірче»)
Площа — 0,01 га, статус отриманий у 1972 році.
Охороняється екземпляр смереки звичайної (ялини європейської) (Picea abies) віком близько 140 років.